# Antiaritmik
Antiaritmici su lekovi za lečenje nepravilnog ritma rada srca. Kao antiaritmici mogu se koristiti četiri grupe kardioloških lekova - blokatori natrijumskih i kalijumskih kanala - antiaritmici u užem smislu, beta blokatori, blokatori kalcijumovih kanala i srčani glikozidi (digoksin, metildigoksin). Međutim, pojam antiaritmici obično je rezerviran samo za blokatore natrijumskih i kalijumskih kanala, pa stoga kažemo da su blokatori natrijumskih kanala antiaritmici u užem smislu.

## Terapija
Cilj terapije antiaritmicima je umirenje odašiljanja impulsa i modifikacija poremećenog provođenja impulsa. U tu svrhu se koriste blokatori natrijumskih kanala, blokatori kalijumskih kanala, blokatori kalcijumskih kanala ili/i beta blokatori. Antiaritmici smanjuju automativnost, provodljivost i podražljivost srca ili povećavaju period oporavka srca. Učinak antiaritmika je izraženiji kod ozleđenog srčanog tkiva nego kod zdravog srčanog tkiva.
Uprkos ogromnog kliničkog iskustva u lečenju aritmija, stavovi o racionalnoj terapiji aritmija se stalno menjaju - često se ne zna kako će određeni pacijent reagirati na određeni antiaritmik, hoće li mu pomoći ili odmoći. Uzrok tome je činjenica da se kod svakog pojedinog pacijenta tačni elektrofiziološki mehanizmi nastanka aritmija ne mogu sa sigurnošću odrediti, nego samo pretpostaviti. Kada bi bilo moguće tačno odrediti mehanizme aritmije svakog pojedinog pacijenta tada bi i određivanje prave terapije bilo puno tačnije. Većina antiaritmika i sami mogu da izazovu aritmije, pa njihova upotreba nije bezazlena, nego se stanje pacijenta mora pratiti da bi se uočili neželjeni poremećaji. 

## Vaughan-Vilijamsova podela
Prema široko prihvaćenom Vaughan-Vilijamsovom sistemu i podeli prve grupe prema Harisonu (1983) u Ia, Ib i Ic grupu, antiaritmici se na osnovu njihovog mehanizma dejstva dele i klasifikuju u četiri grupe i tri podgrupe: 
| Grupa | Generički naziv                                                            | Mehanizam dejstva                                                                                                |
| ----- | -------------------------------------------------------------------------- | --- |
| Ia    | kinidin, spartein, ajmalin, prajmalin, lorajmin, prokainamid, diizopiramid | Dejstvo na ćelijsku membranu. Blokada brzih natrijumoskih kanala. Produžavanje trajanja vremnena repolarizacije. |
| Ib    | lidokain, meksiletin, tokainid                                             | Dejstvo na ćelijsku membranu. Lokalni efekat u oštećenim zonama miokarda.                                        |
| Ic    | propafenon, flekainid, enkainid                                            | Veliki uticaj na sprovodljivost, blag efekat na repolarizaciju.                                                  |
| II    | beta blokator, sotalol, atenolol, metoprolol                               | Antiadrenergična aktivnost.                                                                                      |
| III   | amiodaron, bretilij                                                        | Produžavanje akcionog potencijala.                                                                               |
| IV    | verapamil, diltiazem                                                       | Antagonisti kalcijuma.                                                                                           |

Osim njih, za lečenje aritmija koriste se i srčani glikozidi kao što je digoksin i metildigoksin te adenozin. Antiaritmici grupa II su, zapravo, beta blokatori, dok su antiaritmici grupe IV zapravo blokatori kalcijumskih kanala. Po anatomsko-terapijsko-hemijskoj klasifikaciji grupe II i IV su odvojene zasebne farmakoterapijske grupe.
Grupe I i III smatraju se antiaritmicima u užem smislu te reči. Prokainamid i lidokain su ujedno i lokalni anestetici. Klinički najznačajniji antiaritmici su diizopiramid, meksiletin, propafenon i amiodaron.